# Klaus-Peter Bachmann

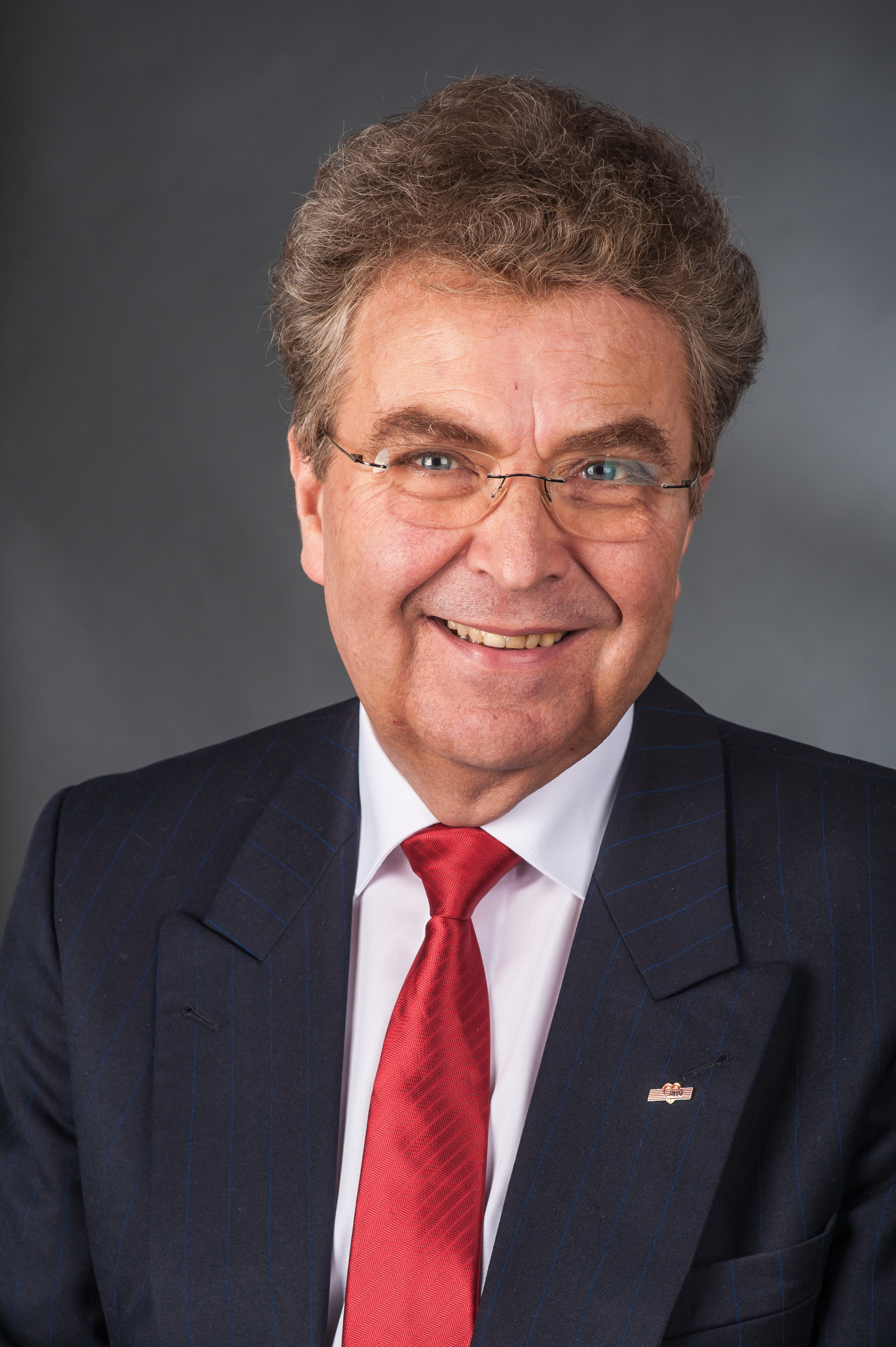
Klaus-Peter Bachmann, 2013

Klaus-Peter Bachmann (* 24. Februar 1951 in Wolfenbüttel) ist ein deutscher Politiker und war von Februar 2013 bis November 2017 Vizepräsident des Niedersächsischen Landtags. Er ist verheiratet und hat ein Kind.

## Ausbildung und Beruf
Nach dem Schulbesuch absolvierte Bachmann eine Lehre als Speditionskaufmann. In den Jahren 1970 bis 1980 war er an der Kreisvolkshochschule Wolfenbüttel und tätig. Nebendienstlich besuchte er die Gemeindeverwaltungsschule mit abschließender Verwaltungsprüfung. Von 1980 bis 1998 war er in leitenden Positionen bei der Arbeiterwohlfahrt tätig, zuletzt von 1983 bis 1998 Geschäftsführer im Regierungsbezirk Braunschweig und stellvertretender Geschäftsführer von Niedersachsen.

## Politik
Seit 1968 ist Bachmann Mitglied der SPD. Von 1972 bis 1989 war er Ratsherr und Beigeordneter der Stadt Wolfenbüttel und seit 1981 Vorsitzender der dortigen SPD-Fraktion. In den Jahren 1986 bis 1989 gehörte er zudem dem Kreistag des Landkreises Wolfenbüttel an. Im Jahr 2006 kandidierte er in Wolfenbüttel als Bürgermeister, unterlag aber bereits im ersten Wahlgang dem CDU-Bewerber Thomas Pink.
Von 1994 bis 2017 war Klaus-Peter Bachmann Mitglied des Niedersächsischen Landtages. Dort war er bis 2013 Sprecher der SPD-Fraktion für Inneres und Sport; von 2013 bis 2017 war er Vizepräsident des Landtages. Bei der Landtagswahl in Niedersachsen 2017 trat er nicht wieder an.
Seit 2006 gehört Bachmann der Verbandsversammlung des Regionalverbandes Großraum Braunschweig an.

## Sonstige Tätigkeiten
Seit seinem 15. Lebensjahr engagiert sich Bachmann im sozialen Bereich. Unter anderem war er Stadtjugendringvorsitzender und stellvertretender Bezirksvorsitzender der Jusos. Zudem war er Jugendrichter und Dozent in der Erwachsenenbildung.
Neben seinen Mitgliedschaften in der SPD und der Arbeiterwohlfahrt gilt eine besondere Leidenschaft Bachmanns dem Karneval. So ist er seit Mai 2018 Präsident und erster Vorsitzender einer der drei großen Braunschweiger Karnevalgesellschaften, der Mascheroder Karnevalgesellschaft Rot-Weiß 1965 e.V. In dieser Funktion ist er auch Teil des Komitees Braunschweiger Karneval (KBK), welches u. a. den Braunschweiger Schoduvel organisiert.
Darüber hinaus ist Bachmann in zahlreichen weiteren Vereinen vertreten und u. a. Mitglied des Arbeiter-Samariter-Bundes, des Sozialverbandes Deutschland, des Auto Club Europa, der Naturfreunde, der Deutschen Multiple Sklerose Gesellschaft und der Gewerkschaft ver.di.

## Auszeichnungen
- 2012: Marie-Juchacz-Plakette[4]